# باشگاه فوتبال استقلال تهران در فصل ۱۳۵۹
باشگاه فوتبال استقلال تهران در فصل ۱۳۵۹ ۳۵امین فصل فعالیت تیم استقلال در فوتبال ایران بود. در بهار ۱۳۵۹ استقلال در این فصل در مسابقات جام باشگاه‌های تهران ۱۳۵۹ شرکت کرد اما با آغاز جنگ ایران و عراق این مسابقات نیمه‌کاره رها شد. پس از ماه‌ها توقف و عدم تحرک در فوتبال باشگاهی، استقلال در زمستان همان سال در جام حذفی تهران ۱۳۵۹ شرکت کرد اما در همان مرحله نخست حذف شد تا این فصل بدون دستاورد برای استقلال به پایان برسد.

## پیش‌زمینه
استقلال در حالی فصل را آغاز کرد که تغییرات عمده‌ای که ایران و استقلال در سال قبل به خود دیده بودند آرام آرام در حال اثر کردن بود. تعدادی از بازیکنان اصلی استقلال در سال‌های پیش همچون محمد نظری، مصطفی مسلمی، حسن روشن و… ایران را ترک کرده بودند و استقلال با تیمی جوان و کم مهره نسبت به سال قبل به مسابقات وارد شد. عباس رضوی همچنان پست مربی‌گری را در اختیار داشت و عباس کردنوری همچنان مسئولیت مدیریت تیم استقلال را بر عهده داشت. وی از سوی سازمان تربیت بدنی به این پست منصوب شده بود. اما مهم‌ترین تغییر این فصل بازگشت ناصر حجازی، دروازه‌بان ملی‌پوش استقلال بعد از چهار فصل دوری، به استقلال بود.

## مرور فصل

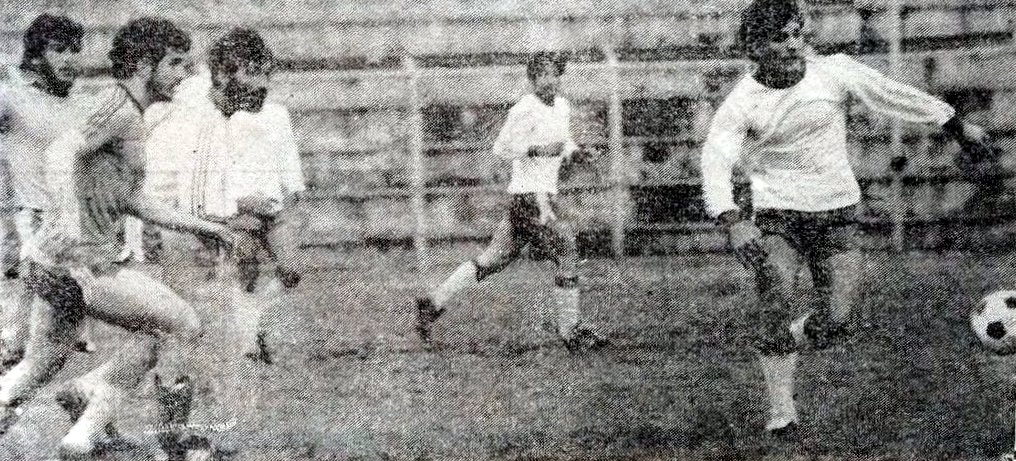
بازیکنان استقلال و آرارات در جریان مسابقه دوستانه دو تیم در ۱۴ فروردین

در این فصل برگزاری جام باشگاه‌های تهران از سر گرفته شد. ۱۱۴ تیم در ۱۴ گروه هشت تیمی از تاریخ ۲۰ فروردین ۱۳۵۹ برای تعیین تیم‌های دسته‌های اول و دوم و سوم و چهارم مسابقات خود را آغاز کردند که در پایان از هر گروه تیم‌های اول شامل استقلال، بانک ملی، کیان، هما، شاهین، آرارات، تهران جوان، پرسپولیس، بوتان، صنایع دفاع ملی، نفت، راه‌آهن، اکباتان و برق به دسته اول راه یافتند. تیم فوتبال استقلال در گروه هفت با تیم‌های همایون، مرکز آمار، ایزد مهرآباد، جنرال تایر، نکوگر، زمانی و شاه مردان هم‌گروه شد که با ش برد و و یک تساوی مقابل همایون در مکان صدر این گروه قرار گرفت. پس از برگزاری مرحله مقدماتی ادامه مسابقات به پاییز و اتمام جام ملت‌های آسیا ۱۹۸۰ موکول شد که با آغاز جنگ ایران و عراق در آخرین روز تابستان این مسابقات برای دومین فصل پیاپی نیمه‌کاره رها شدند. در این فاصله در یکشنبه ۲۶ مرداد ۱۳۵۹ عباس رضوی از سمت مربیگری تیم استقلال برکنار شد و منصور پورحیدری به جایش منصوب شد.
در زمستان مسابقات جام حذفی تهران برگزار شد و استقلال در تنها بازی جام حذفی در این سال در گام نخست مغلوب تیم راه‌آهن شد و از دور مسابقات کنار رفت. دیگر دیدار ثبت شده برای تیم استقلال در این فصل یک دیدار دوستانه به نفع جنگ‌زدگان با تیم آرارات بود که در پایان استقلال با گل پرویز مظلومی با نتیجه یک بر صفر به برتری رسید.

## بازی‌ها

### باشگاه‌های تهران
منبع
| ۲۲ فروردین ۱۳۵۹ ۱ | استقلال تهران             | ۲ – ۰ | نکوگر تهران | تهران                                  |
|                   | برهان‌زاده ۵' · خضرایی ۳۸' |       |             | ورزشگاه: امجدیه تهران داور: محمد صالحی |

| ۴ اردیبهشت ۱۳۵۹ ۲ | استقلال تهران | ۰ – ۰ | همایون تهران  | تهران                                  |
|                   |               |       | مصطفی میرزایی | ورزشگاه: امجدیه تهران داور: مصطفی ممیز |

| ۲۰ اردیبهشت ۱۳۵۹ ۳ | استقلال تهران                          | ۴ – ۱ | جنرال تایر | تهران                                   |
|                    | مظلومی ۸'، ۷۲' · عاشری ۳۰' · بیانی ۶۰' |       |            | ورزشگاه: امجدیه تهران داور: هادی دزفولی |

| ۲۵ اردیبهشت ۱۳۵۹ ۴ | استقلال تهران         | ۲ – ۰ | زمانی | تهران                                  |
|                    | چنگیز ۱۹' · عاشری ۳۰' |       |       | ورزشگاه: امجدیه تهران داور: محسن زمانی |

| جدول گروه ۷ مرحله طبقه‌بندی باشگاه‌های تهران - سال ۱۳۵۹ | جدول گروه ۷ مرحله طبقه‌بندی باشگاه‌های تهران - سال ۱۳۵۹ | جدول گروه ۷ مرحله طبقه‌بندی باشگاه‌های تهران - سال ۱۳۵۹ | جدول گروه ۷ مرحله طبقه‌بندی باشگاه‌های تهران - سال ۱۳۵۹ | جدول گروه ۷ مرحله طبقه‌بندی باشگاه‌های تهران - سال ۱۳۵۹ | جدول گروه ۷ مرحله طبقه‌بندی باشگاه‌های تهران - سال ۱۳۵۹ | جدول گروه ۷ مرحله طبقه‌بندی باشگاه‌های تهران - سال ۱۳۵۹ | جدول گروه ۷ مرحله طبقه‌بندی باشگاه‌های تهران - سال ۱۳۵۹ |
| تیم                                                   | بازی                                                  | برد                                                   | تساوی                                                 | باخت                                                  | گل زده                                                | گل خورده                                              | امتیاز                                                |
| ----------------------------------------------------- | ----------------------------------------------------- | ----------------------------------------------------- | ----------------------------------------------------- | ----------------------------------------------------- | ----------------------------------------------------- | ----------------------------------------------------- | ----------------------------------------------------- |
| استقلال                                               | ۷                                                     | ۶                                                     | ۱                                                     | ۰                                                     | ۲۷                                                    | ۱                                                     | ۲۶                                                    |
| همایون                                                | ۷                                                     | ۵                                                     | ۲                                                     | ۰                                                     | ۱۸                                                    | ۱                                                     | ۲۴                                                    |
| مرکز آمار                                             | ۷                                                     | ۳                                                     | ۲                                                     | ۲                                                     | ۶                                                     | ۶                                                     | ۱۸                                                    |
| ایزد مهرآباد                                          | ۷                                                     | ۳                                                     | ۲                                                     | ۲                                                     | ۱۱                                                    | ۱۳                                                    | ۱۸                                                    |
| جنرال تایر                                            | ۷                                                     | ۳                                                     | ۱                                                     | ۳                                                     | ۹                                                     | ۱۵                                                    | ۱۷                                                    |
| نکوگر                                                 | ۷                                                     | ۲                                                     | ۱                                                     | ۴                                                     | ۹                                                     | ۱۳                                                    | ۱۴                                                    |
| زمانی                                                 | ۷                                                     | ۰                                                     | ۲                                                     | ۵                                                     | ۶                                                     | ۱۹                                                    | ۹                                                     |
| شاه مردان                                             | ۷                                                     | ۰                                                     | ۱                                                     | ۶                                                     | ۶                                                     | ۲۴                                                    | ۸                                                     |

### جام حذفی تهران
استقلال در تنها بازی جام حذفی در این سال در گام نخست مغلوب تیم راه‌آهن تهران شد و از دور مسابقات کنار رفت. تک گل تیم راه‌آهن در دقیقه ۱۰۰ توسط حسین طاهری به ثمر رسید.
| ۱۰ بهمن ۱۳۵۹ ۱/۱۶ نهایی | استقلال تهران | ۰ – ۱ (وقت اضافه) | راه‌آهن تهران    | تهران                                  |
|                         | نعلچگر        |                   | حسین طاهری ۱۰۰' | ورزشگاه: امجدیه تهران داور: محمد صالحی |

### دوستانه
در این فصل یک بازی دوستانه بین دو تیم استقلال و پرسپولیس به مناسبت خداحافظی صفر ایرانپاک، بازیکن تیم پرسپولیس از دنیای فوتبال برگزار شد.
| فروردین ۱۳۵۹ دوستانه ۱ | تام اصفهان | ۰–۲ | استقلال تهران | اصفهان               |
|                        |            |     |               | ورزشگاه: تختی اصفهان |

| فروردین ۱۳۵۹ دوستانه ۲ | ذوب‌آهن       | ۲–۱ | استقلال تهران                                  | اصفهان                               |
|                        | برهان‌زاده ۱' |     | حسن حاج‌رسولی‌ها ۲۷' (پنالتی) · محمدرضا نقدی ۶۷' | ورزشگاه: تختی اصفهان داور: محمد سترک |

| ۱۴ فروردین ۱۳۵۹ دوستانه ۳ | استقلال تهران                   | ۲–۰ | آرارات تهران | تهران                            |
|                           | بیانی ۴۹' (پنالتی) · انجینی ۶۷' |     |              | ورزشگاه: امجدیه داور: محمد صالحی |

| ۱۷ فروردین ۱۳۵۹ دوستانه ۴ | استقلال تهران | ۰–۱ | پاس تهران | تهران           |
|                           |               |     | فرکی ۷۵'  | ورزشگاه: امجدیه |

| ۱۳ تیر ۱۳۵۹ دوستانه ۶ (دربی ۲۴)                                               | استقلال تهران | v     | پرسپولیس تهران | تهران                                 |
|                                                                               |               | گزارش |                | ورزشگاه: آزادی تهران داور: محمد صالحی |
| یادداشت: به مناسبت بازی خداحافظی صفر ایرانپاک، بازیکن تیم پرسپولیس برگزار شد. |               |       |                |                                       |

| تیر ۱۳۵۹ دوستانه ۷ | سپیدرود | ۳–۰ | استقلال تهران | رشت |

| ۲ مهر ۱۳۵۹ تاریخ احتمالی دوستانه ۸ | استقلال تهران | ۱–۲ | امید ایران         | تهران |
|                                    | عاشری         |     | طاهرخانی  · بیانی  |       |

| آبان ۱۳۵۹ دوستانه ۹ | استقلال تهران | ۱–۱ | هما تهران | تهران        |
|                     | بیانی         |     | مشتری     | ورزشگاه: پله |

| ۳ آذر ۱۳۵۹ دوستانه ۱۰ | استقلال تهران              | ۱–۰ | سرباز تهران | تهران        |
|                       | روزبه ولی‌زاده'؟ (گل‌به‌خودی) |     |             | ورزشگاه: پله |

| ۷ آذر ۱۳۵۹ دوستانه ۱۱ | استقلال تهران | ۱–۰ | منتخب ارامنه تهران | تهران |
|                       | مظلومی        |     |                    |       |

| ۴ دی ۱۳۵۹ دوستانه ۱۲                            | تهرانجوان شهرری     | ۱–۳ | استقلال تهران | شهرری                                    |
|                                                 | عاشری · محمد خضرایی |     | کاظم مرعشی    | ورزشگاه: دکتر علی شریعتی تماشاگران: ۳۰۰۰ |
| یادداشت: این بازی جهت کمک به جنگ‌زدگان انجام شد. |                     |     |               |                                          |

| ۱۰ دی ۱۳۵۹ تاریخ احتمالی دوستانه ۱۲             | پلیس تهران    | ۴–۴ | استقلال تهران                                             | تهران                                                      |
|                                                 | چنگیز · حجازی |     | فرامرز عزتی · رضا رجبی · ابراهیم قره‌خانلو · اسرافیل عزتی  | ورزشگاه: زمین تیم پلیس تماشاگران: ۱۰۰۰ داور: محمود خوشخوان |
| یادداشت: این بازی جهت کمک به جنگ‌زدگان انجام شد. |               |     |                                                           |                                                            |

| ۲۷ دی ۱۳۵۹ دوستانه ۱۳                           | منتخب جوانان تهران   | ۱–۱ | استقلال تهران | تهران        |
|                                                 | محمود صالح‌آبادی  ۳۵' |     |               | ورزشگاه: پله |
| یادداشت: این بازی جهت کمک به جنگ‌زدگان انجام شد. |                      |     |               |              |

| ۲۵ بهمن ۱۳۵۹ دوستانه ۱۴ | پدرام مشهد | ۱–۱ | استقلال تهران | مشهد |

| ۲۶ بهمن ۱۳۵۹ دوستانه ۱۵ | ۱۷ شهریور مشهد    | ۲–۰ | استقلال تهران | مشهد |
|                         | دسترس · برهان‌زاده |     |               |      |

| ۱۵ اسفند ۱۳۵۹ دوستانه ۱۶                       | استقلال تهران         | ۲–۰ | آرارات تهران | تهران                            |
|                                                | چنگیز ۴۸' · دسترس ۷۵' |     |              | ورزشگاه: آرارات داور: محمد اطهری |
| یادداشت: این بازی جهت کمک به جنگ‌زدگان انجام شد |                       |     |              |                                  |

| ۱۸ اسفند ۱۳۵۹ دوستانه ۱۷                       | استقلال تهران                   | ۲–۱ | برق تهران                  | تهران                                |
|                                                | دسترس نیمه اول · چنگیز نیمه اول |     | حوله‌کیان (پنالتی) نیمه دوم | ورزشگاه: هفده شهریور تماشاگران: ۲۰۰۰ |
| یادداشت: این بازی جهت کمک به جنگ‌زدگان انجام شد |                                 |     |                            |                                      |

## آمار فصل

### عملکرد کلی
| عنوان بازیها    | بازی | برد | تساوی | باخت | گل‌زده | گل‌خورده | تفاضل | امتیاز |
| --------------- | ---- | --- | ----- | ---- | ----- | ------- | ----- | ------ |
| باشگاه‌های تهران | ۷    | ۶   | ۱     | ۰    | ۲۷    | ۱       | ۲۶    | -      |
| جام حذفی تهران  | ۱    | ۰   | ۰     | ۱    | ۰     | ۱       | ۱-    | -      |
| جمع             | ۸    | ۶   | ۱     | ۱    | ۲۷    | ۲       | ۲۵    | -      |

### تعداد بازی
| #  | بازیکن               | تعداد بازی | تعداد بازی | تعداد بازی |
| #  | بازیکن               | لیگ تهران  | جام حذفی   | جمع        |
| -- | -------------------- | ---------- | ---------- | ---------- |
| ۱  | محمد خضرایی          | ۷          | ۱          | ۸          |
| ۲  | حجت‌الله خاکسارتهرانی | ۷          | ۰          | ۷          |
| ۳  | اصغر حاجیلو          | ۶          | ۱          | ۷          |
| ۴  | شاهرخ بیانی          | ۶          | ۱          | ۷          |
| ۵  | عبدالعلی چنگیز       | ۶          | ۱          | ۷          |
| ۶  | رضا فروزانی          | ۶          | ۰          | ۶          |
| ۷  | شاهین بیانی          | ۶          | ۰          | ۶          |
| ۸  | محرم عاشری           | ۶          | ۰          | ۶          |
| ۹  | پرویز مظلومی         | ۵          | ۱          | ۶          |
| ۱۰ | غلامرضا برهان‌زاده    | ۵          | ۱          | ۶          |
| ۱۱ | ویگن کوائیان         | ۵          | ۰          | ۵          |
| ۱۳ | غلامرضا نعلچگر       | ۴          | ۱          | ۵          |
| ۱۴ | ویگن عنبرچیان        | ۳          | ۰          | ۳          |
| ۱۵ | هوشنگ زرین‌کمر        | ۳          | ۰          | ۳          |
| ۱۶ | سعید مراغه‌چیان       | ۲          | ۱          | ۳          |
| ۱۷ | مجید نوروزی          | ۲          | ۱          | ۳          |
| ۱۸ | ابی کلاهیان          | ۲          | ۰          | ۲          |
| ۱۹ | اکبر میثاقیان        | ۲          | ۰          | ۲          |
| ۲۰ | عباس بنیان           | ۲          | ۰          | ۲          |
| ۲۱ | مرتضی باباخانی       | ۱          | ۱          | ۲          |
| ۲۲ | حسن باش‌آبادی         | ۱          | ۰          | ۱          |
| ۲۳ | شاهرخ مطیعی          | ۰          | ۱          | ۱          |
| ۲۴ | ناصر حجازی           | ۰          | ۱          | ۱          |

### عملکرد مربیان
در ۷ بازی باشگاه‌های تهران تیم توسط عباس رضوی هدایت می‌شد و در تک بازی جام حذفی باشگاه‌های تهران تیم را منصور پورحیدری به میدان فرستاد.
برای تفکیک عملکرد مربیان در این فصل باید به جدول بخش عملکرد کلی همین فصل اشاره کنیم

### گلزن‌ها
| ردیف | گلزنان            | باشگاه‌های تهران | حذفی تهران | جمع |
| ---- | ----------------- | --------------- | ---------- | --- |
| ۱    | عبدالعلی چنگیز    | ۵               | ۰          | ۵   |
| ۲    | پرویز مظلومی      | ۵               | ۰          | ۵   |
| ۳    | شاهرخ بیانی       | ۳               | ۰          | ۳   |
| ۴    | محرم عاشری        | ۳               | ۰          | ۳   |
| ۵    | غلامرضا برهان‌زاده | ۳               | ۰          | ۳   |
| ۶    | ویگن کوائیان      | ۳               | ۰          | ۳   |
| ۷    | محمد خضرایی       | ۲               | ۰          | ۲   |
| ۸    | ابی کلاهیان       | ۲               | ۰          | ۲   |
| ۹    | رضا نعلچگر        | ۱               | ۰          | ۱   |

### کاپیتان‌های فصل
| رده | نام            | باشگاههای تهران | جام حذفی تهران | جمع |
| --- | -------------- | --------------- | -------------- | --- |
| ۱   | پرویز مظلومی   | ۵               | ۰              | ۵   |
| ۲   | سعید مراغه‌جیان | ۲               | ۰              | ۲   |
| ۳   | ناصر حجازی     | ۰               | ۱              | ۱   |

- فقط کاپینانهایی که بازی را شروع کرده‌اند در این جدول قرار گرفته‌اند و کاپیتانهای تعویضی محاسبه نشده‌اند.

## سایر ورزش‌ها
منبع:
- در مسابقات وزنه‌برداری قهرمانی باشگاه‌های تهران تیم راه‌آهن با ۲۹۴ امتیاز به مقام قهرمانی رسید و تیم استقلال مرکز با ۲۲۹ امتیاز به مقام نایب قهرمانی نایل آمد و تیم ایران ما با ۱۷۶ امتیاز سوم و تیم استقلال شرق با ۱۶۹ امتیاز چهارم شد.
- در مسابقات وزنه‌برداری باشگاه‌های تهران که در آذرماه ۱۳۶۰ برگزار گردیده بود شد تیم استقلال جنوب با ۲۷۴ امتیاز قهرمان و تیم بدیع آزادگان به مقام دوم دست یافت.
- تیم نوجوانان بسکتبال استقلال به مقام قهرمانی باشگاه‌های تهران دست یافت. اعضاء تیم استقلال عبارت بودند از سعید ارمغانی، حسین غفاری، جلیل قلم قاش، علی اکبر شیریان، محمد رضا کریم نژاد، مصطفی حسنقلی نوری، غلامعلی گل محمدی شریف، رضا ترابی فرد، کورش گلستانی، محمد حسین ذوالفقاریان، علیرضا شهریور تهرانی، عباس اکبرپور، مربی: پورشرفی.
- در مسابقات بسکتبال قهرمانی باشگاه‌های تهران سالگرد انقلاب تیم بسکتبال استقلال پس از تیم دخانیات به مقام دوم دست یافت.
- در مسابقات والیبال بانوان قهرمانی باشگاه‌های تهران تیم والیبال بانوان استقلال به مقام قهرمانی دست یافته اعضای دست یافت. تیم والیبال استقلال عبارت بودند از: پروین یادآور، پریوش وکیلی، زیبا خلج‌هدایتی، مینا محمدپور دهکردی، ناهید حسینی، مهلا کامیابی سلیم، فریبا پرتوی، فریده حاجیها، سیمین رضوی، بهنا آقایی، مربی: وحیدیان.
- در مسابقات والیبال قهرمانی باشگاه‌های تهران تیم والیبال استقلال پس از تیم آرمین در جای دوم قرار گرفت و پرسپولیس سوم شد.
- علی ابوطالب سرپرست سازمان ورزش محلات تهران و سرپرست استادیوم استقلال جنوب اول شهریور ۱۳۵۹ حکم سرپرستی ورزشگاه استقلال را دریافت کرد.
- در آذرماه ۱۳۵۹ کامبیز جمالی، کاپیتان سابق استقلال به عنوان دبیر فدراسیون فوتبال انتخاب گردید.